# Felimare villafranca
Il doride di Villafranca (Felimare villafranca (Risso, 1818)) è un mollusco nudibranchio della famiglia Chromodorididae.

## Descrizione
Corpo blu scuro, con linee longitudinali gialle, bianche o anche azzurre, talvolta ondulate a formare disegni complessi. I rinofori, lamellati, presentano una pigmentazione bianca sul lato posteriore, e il ciuffo branchiale è segnato da linee bianche, come anche il piede. Talvolta il ciuffo branchiale è interamente bianco. Fino a 35 millimetri.

## Biologia
Si nutre in modo esclusivo della spugna Dysidea fragilis.

## Distribuzione e habitat
Mar Mediterraneo e Oceano Atlantico orientale, fino a 40 metri di profondità.